# 충주 청룡사지 보각국사탑
충주 청룡사지 보각국사탑(忠州 靑龍寺址 普覺國師塔)은 충청북도 충주시 소태면에 있는 승탑이다. 대한민국의 국보 제197호로 지정되어 있다. 고려 말의 승려 보각국사 혼수의 승탑이다.

## 개요
청계산 중턱의 청룡사에 자리한 탑으로, 보각국사의 사리를 모셔놓았다. 보각국사(1320∼1392)는 고려 후기의 승려로, 12세에 어머니의 권유로 출가하여 승려가 되었으며, 이후 불교의 경전을 두루 연구하여 높은 명성을 떨쳤다. 특히 계율을 굳게 지키고 도를 지킴에 조심하였으며, 문장과 글씨에도 능하였다. 조선 태조 원년(1392)에 73세의 나이로 목숨을 다하자, 왕은 ＇보각＇이라는 시호를 내리고 탑이름을 ‘정혜원륭’이라 내리어 탑을 세우도록 하였다.
탑은 전체가 8각으로 조성되었는데, 바닥돌 위에 아래·가운데·윗받침돌을 얹어 기단(基壇)을 마련하고 그 위로 탑몸돌과 지붕돌을 올려 탑신(塔身)을 완성하였다. 기단은 모서리를 둥글게 처리한 8각으로, 아래받침돌에는 엎어놓은 연꽃무늬를, 윗받침돌에는 솟은 연꽃무늬를 새겼다. 가운데돌에는 사자상과 구름에 휩싸인 용의 모습을 교대로 새겼다. 탑신의 몸돌은 각 면마다 무기를 들고 서 있는 신장상(神將像)을 정교하게 새겨 놓았으며, 그 사이마다 새겨진 기둥에는 위로 날아오르는 이무기의 모습을 역동적으로 표현하였다. 지붕돌은 여덟 귀퉁이에서 높이 들려있는데 마치 목조건축의 아름다운 지붕 곡선이 살아난 듯하다.
태조 3년(1394)에 완성을 보게 된 이 탑은 양식상 종모양이 주류를 이루던 시기에 8각의 평면을 이루는 형식으로 건립된 몇 안되는 탑 가운데 하나로, 조선시대 전기 조형미술의 표본이 되는 귀중한 유물이다. 또한 탑 가득히 새겨진 조각과 둥글게 부풀린 외형이 어우러져 화려함을 더해주고 있다. 탑신의 기둥과 지붕의 곡선, 그리고 지붕 귀퉁이의 용머리조각 등에서 목조건축의 양식을 엿볼 수 있어 당시의 건축과 비교하여 감상할 만하다.

## 사진

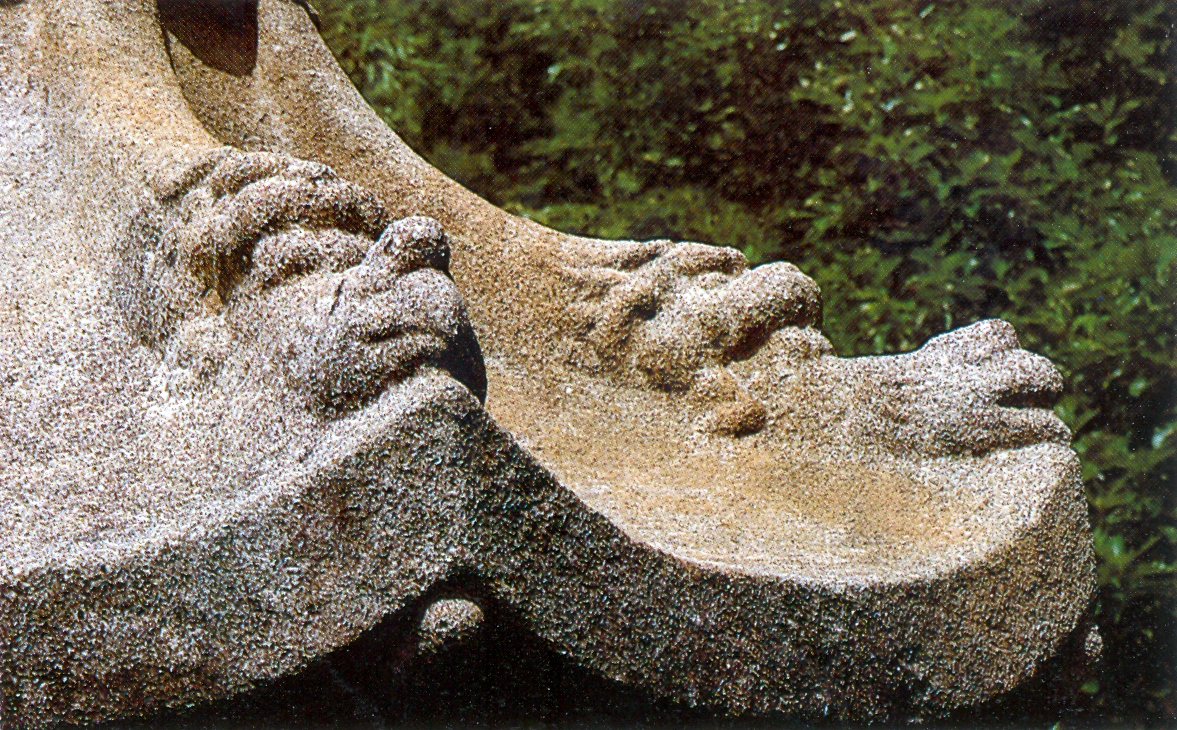
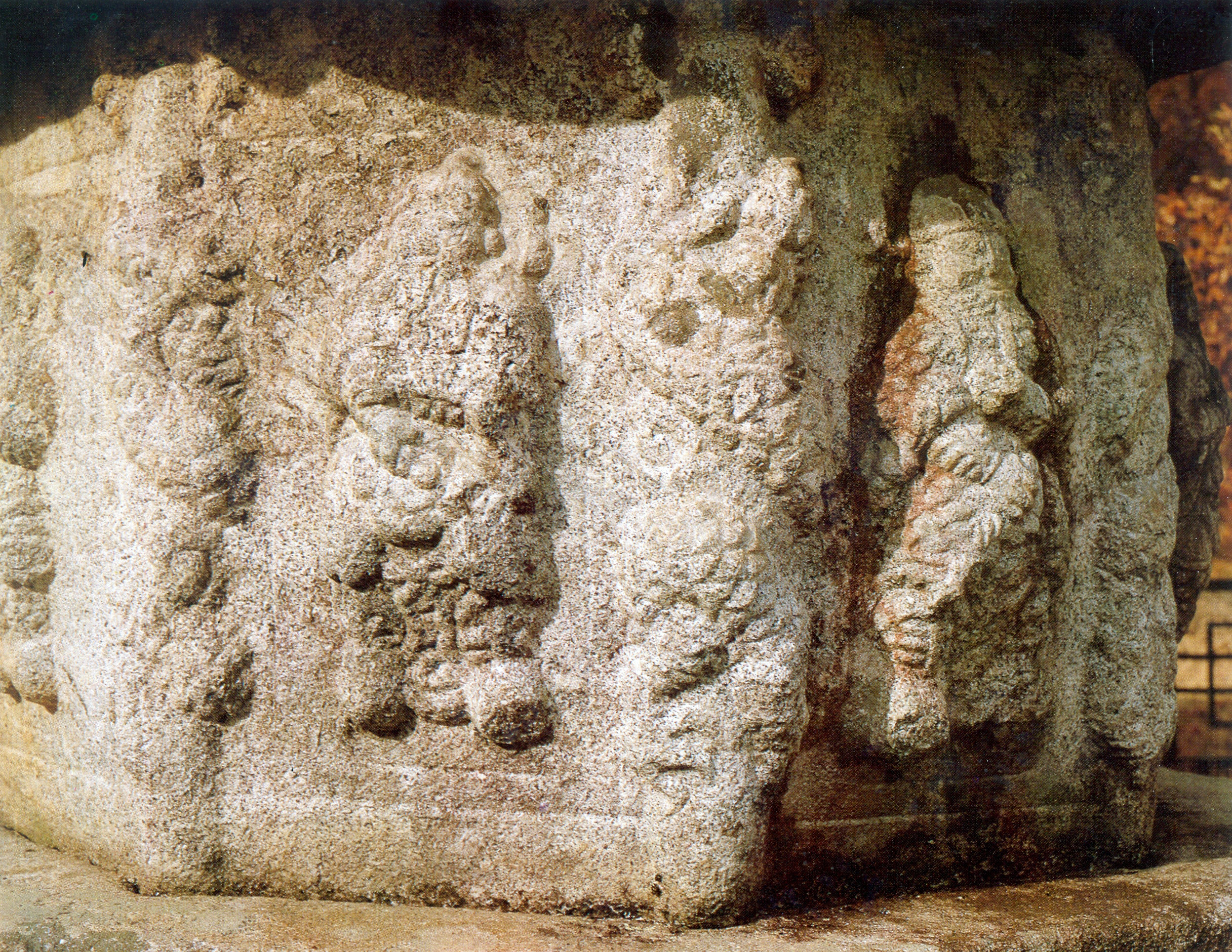

## 같이 보기
- 충주 청룡사지 보각국사탑비
- 충주 청룡사지 보각국사탑 앞 사자 석등

## 참고 문헌
- 충주 청룡사지 보각국사탑 - 국가유산청 국가유산포털
- 이 문서에는 다음커뮤니케이션(현 카카오)에서 GFDL 또는 CC-SA 라이선스로 배포한 글로벌 세계대백과사전의 내용을 기초로 작성된 글이 포함되어 있습니다.